# Osservatorio di La Plata
L'osservatorio della Plata è un osservatorio astronomico situato nella città argentina di La Plata, capoluogo della provincia di Buenos Aires.
Il suo codice UAI è 839.
Fu costruito nel 1883, per ospitare strumenti che l'osservatorio di Parigi aveva inviato un anno prima in Argentina per osservare il transito di Venere sul disco del Sole del 1882. In seguito furono installati strumenti più potenti, tra cui un rifrattore da 43 cm di diametro e un riflettore Zeiss-Gautier di 80 cm di diametro.
Il primo direttore fu Francisco Beuf, già direttore dell'osservatorio navale di Tolone. Dal 1921 al 1935 ne fu direttore Johannes Franz Hartmann.
Prima della costruzione di telescopi più potenti nell'emisfero sud, l'osservatorio fu impiegato principalmente per lo studio delle comete e delle stelle nove. 
Attualmente l'osservatorio sta portando avanti importanti studi di astrometria e geofisica.
Dal 1997 l'osservatorio ospita il "Museo di Astronomia e Geofisica" dell'Università di Buenos Aires.